# Mike Searches for His Long-Lost Brother
Mike Searches for His Long-Lost Brother è un cortometraggio del 1914 diretto da Allen Curtis e interpretato da Louise Fazenda. Prodotto e distribuito dall'Universal Film Manufacturing Company, il film uscì in sala il 10 giugno 1914.